# Blepharepium surumu
Blepharepium surumu är en tvåvingeart som beskrevs av Nelson Papavero och Georges Bernardi 1973. Blepharepium surumu ingår i släktet Blepharepium och familjen rovflugor. Inga underarter finns listade i Catalogue of Life.